# Liste der Bodendenkmäler in Schwarzenbach an der Saale
Auf dieser Seite sind die Bodendenkmäler in der oberfränkischen Stadt Schwarzenbach an der Saale zusammengestellt. Diese Tabelle ist eine Teilliste der Liste der Bodendenkmäler in Bayern. Grundlage ist die Bayerische Denkmalliste, die auf Basis des Bayerischen Denkmalschutzgesetzes vom 1. Oktober 1973 erstmals erstellt wurde und seither durch das Bayerische Landesamt für Denkmalpflege geführt wird. Die folgenden Angaben ersetzen nicht die rechtsverbindliche Auskunft der Denkmalschutzbehörde.

## Bodendenkmäler der Stadt Schwarzenbach an der Saale

### Bodendenkmäler in der Gemarkung Förbau
| Lage              | Objekt | Akten-Nr.     | Bild |
| ----------------- | --- | ------------- | ---- |
| Förbau (Standort) | Mittelalterlicher Burgstall. | D-4-5737-0011 |      |
| Förbau (Standort) | Vorgängerbau und Befunde des Mittelalters und der frühen Neuzeit im Bereich der Evangelisch-Lutherischen Filialkirche von Förbau. | D-4-5737-0080 |      |
| Förbau (Standort) | Abgegangene mittelalterliche Wasserburg von Förbau.                                                                               | D-4-5737-0082 |      |

### Bodendenkmäler in der Gemarkung Hallerstein
| Lage                   | Objekt | Akten-Nr.     | Bild |
| ---------------------- | --- | ------------- | ---- |
| Hallerstein (Standort) | Befunde des Mittelalters und der frühen Neuzeit im Bereich der Evangelisch-Lutherischen Pfarrkirche von Hallerstein. | D-4-5837-0049 |      |
| Hallerstein (Standort) | Befunde des Mittelalters und der frühen Neuzeit im Bereich der Schloßruine Hallerstein.                              | D-4-5837-0050 |      |
| Hallerstein (Standort) | Mittelalterliche Wüstung Gettengrün.                                                                                 | D-4-5837-0069 |      |
| Hallerstein (Standort) | Bergbauareal und Verhüttungsplatz des hohen und späten Mittelalters.                                                 | D-4-5837-0071 |      |

### Bodendenkmäler in der Gemarkung Quellenreuth
| Lage                    | Objekt                                              | Akten-Nr.     | Bild |
| ----------------------- | --------------------------------------------------- | ------------- | ---- |
| Quellenreuth (Standort) | Siedlung vor- und frühgeschichtlicher Zeitstellung. | D-4-5737-0030 |      |
| Quellenreuth (Standort) | Siedlung vor- und frühgeschichtlicher Zeitstellung. | D-4-5737-0037 |      |
| Quellenreuth (Standort) | Siedlung vor- und frühgeschichtlicher Zeitstellung. | D-4-5737-0038 |      |

### Bodendenkmäler in der Gemarkung Schwarzenbach a.d.Saale
| Lage                               | Objekt | Akten-Nr.     | Bild |
| ---------------------------------- | --- | ------------- | ---- |
| Schwarzenbach a.d.Saale (Standort) | Vorgängerbau sowie Befunde des Mittelalters und der frühen Neuzeit im Bereich der Evangelisch-Lutherischen Pfarrkirche St. Gumbert. | D-4-5737-0029 |      |
| Schwarzenbach a.d.Saale (Standort) | Siedlung vor- und frühgeschichtlicher Zeitstellung.                                                                                 | D-4-5737-0036 |      |
| Schwarzenbach a.d.Saale (Standort) | Vorgängerbauten sowie Befunde des Mittelalters und der frühen Neuzeit im Bereich des ehemaligen Schlosses von Schwarzenbach.        | D-4-5737-0078 |      |

### Bodendenkmäler in der Gemarkung Stobersreuth
| Lage                    | Objekt                      | Akten-Nr.     | Bild |
| ----------------------- | --------------------------- | ------------- | ---- |
| Stobersreuth (Standort) | Turmhügel des Mittelalters. | D-4-5737-0010 |      |

### Bodendenkmal in der Gemarkung Martinlamitzer Forst-Nord
| Lage                                 | Objekt                                                                         | Akten-Nr.     | Bild |
| ------------------------------------ | ------------------------------------------------------------------------------ | ------------- | ---- |
| Martinlamitzer Forst-Nord (Standort) | Archäologische Befunde im Bereich der mittelalterlichen Burgruine Hirschstein. | D-4-5838-0001 |      |